# Maradi (regija)
Maradi  je jedna od sedam regija u Nigeru. Glavni grad joj je Maradi po kojem je dobila i ime.

## Karakteristike
Regija Maradi nalazi se u južnom središnjem dijelu Nigera, površina joj je 35.100 km² u njoj prema podacima iz 2011. godine živi 3.117.810 stanovnika, dok je prosječna gustoća naseljenosti 89 stanovnika na km².

## Administrativna podjela
Regija je podjeljena na šest Departmana:
- Aguie Departman
- Dakoro Departman
- Guidan Roumdji Departman
- Madarounfa Departman
- Mayahi Departman
- Tessaoua Departman

## Granica
Maradi ima sljedeće granice, uključujući i državne granice:
- - Državna granica:
- Katsina, Nigerija- jug
- Zamfara, Nigerija - jugozapad
- Sokoto, Nigerija - jugozapad
  - Regijska granica:
- Tahoua (regija) - zapad
- Agadez (regija) - sjever
- Zinder (regija) - istok